# (4536) Drewpinsky
(4536) Drewpinsky est un astéroïde de la ceinture principale.

## Description
(4536) Drewpinsky est un astéroïde de la ceinture principale. Il fut découvert le 22 février 1987 à La Silla par Henri Debehogne. Il présente une orbite caractérisée par un demi-grand axe de 2,19 UA, une excentricité de 0,08 et une inclinaison de 4,2° par rapport à l'écliptique.